# Šišman Ibrahim-pašova mešita
Šišman Ibrahim-pašova mešita (bosensky Šišman Ibrahim-pašina džamija či Hadži-Alijina džamija) se nachází ve městě Počitelj. Pojmenovaná je po vezírovi z poloviny 17. století.
Jedná se o jednu z historických mešit vzniklých na začátku vlády Osmanské říše v Bosně a Hercegovině. Postavena byla na přelomu let 1562 a 1563 Alijou Mujezinovićem; patří k těm z mála, jejichž součástí není hřbitov ani harém (vzhledem k náročnosti terénu). Stavba vydržela v téměř nezměněné podobně až do 90. let 20. století, kdy ji zničila dělostřelecká palba srbských a minometné odstřelování chorvatských vojsk. Na počátku 21. století byla rekonstruována do původní podoby.